# Achille Gennarelli
Pour les articles homonymes, voir Gennarelli.
Le chevalier Achille Gennarelli (né à Montecalvario dans la province de Naples, le 17 mars 1817, mort à Florence, le 20 octobre 1902) est un patriote, un avocat de la curie romaine, un professeur d'archéologie et un biographe Italien. 

## Biographie
Il est le directeur du Saggiatore. Giornale romano di storia, letteratura, belle arti e varietà, (Saggitaire, journal romain d'histoire, de littératures, de beaux-arts et de variétés) qu'il dirige avec Paolo Mazio. Il vit à Rome et à Florence où se trouvent les bureaux ministériels.
Il est l'un des trente résidents du Collège de l’Académie romaine d'Archéologie et membre de nombreux instituts italiens et étrangers.

## Ses œuvres
Achille Gennarelli est un auteur très prolifique.
- (it) Le sventure italiane durante il pontificato di Pio Nono : rivelazioni accompagnate da documenti arcani e importantissimi, tratti dagli archivi intimi dell'ultimo granduca di Toscana, Florence, Stamperia di A. Bettini, 1863, 136 p. (lire en ligne)
- (it) La Roma Degli Italiani E La Roma Dei Cattolici, BiblioBazaar, 2008, 96 p. (lire en ligne)
- (it) I Lutti Dello Stato Romano E L'Avvenire Della Corte Di Rom : Rivelazioni Storiche (1860), Kessinger Publishing, LLC, 2010, 282 p. (lire en ligne)
- (it) Il governo Pontificio e lo stato Romano : documenti preceduti da una esposizione storica e raccolti per decreto del governo delle Romagne, vol. I, Prato, F. Alberghetti, 1860, 646 p. (lire en ligne)
- (it) Il governo Pontificio e lo stato Romano : documenti preceduti da una esposizione storica e raccolti per decreto del governo delle Romagne, vol. II, Prato, F. Alberghetti, 1860, 806 p. (lire en ligne)
- (it) Epistolario politico toscano : ed atti diversi da servire di illustrazione e di complemento alla Storia della Restaurazione Granducale e al volume delle Sventure italiane durante il pontificato di Pio Nono, Florence, Pei tipi di Giuseppe Mariani, 1863, 335 p. (lire en ligne)
- (it) Sopra un'allocuzione ed una lettera enciclica di Sua Santità, Florence, Grazzini, Giannini et C., 1859, 79 p. (lire en ligne)
- (it) Le dottrine civili e religiose della corte di Roma : in ordine al dominio temporale considerazioni e documenti accompagnati da una proposta per risolvere la questione romana, Florence, Pei Tipi di Giuseppe Mariani, 1862, 40 p. (lire en ligne)
- (it) Gli Scrittori e i Monumenti della Storia Italianna : editi ed inediti dal sesto al decimo-sesto Secolo, Florence, Tipografie Sulle Logge del Grano, 1854, 320 p. (lire en ligne)
- (it) Capitoli Per La Liberta Religiosa E Pontificia (1870), Kessinger Publishing, LLC, 2010, 208 p. (lire en ligne)